# Мінусники
«Мі́нусники» — термін радянського карально-репресивного жаргону. З'явився 1924, коли відповідним наказом ОДПУ СРСР були уточнені географічні межі кола місцевостей, звідки відбувалося адміністративне виселення «соціально небезпечних» осіб. Заборона проживання для них розповсюджувалася на 6 великих промислових міст СРСР — Москву, Харків, Одесу, Ростов-на-Дону (нині місто в РФ), Київ, Ленінград (нині м. Санкт-Петербург) і прикордонні губернії без чіткого зазначення терміна. Два роки потому ці ж обмеження були розповсюджені і на тих громадян, які вже відбули своє покарання в концентраційних таборах або на засланні. Тоді, власне, у діловому та побутовому мовленні став вживаним термін «мінус 6» (за кількістю міст, де діяла заборона для проживання), що трансформувався у визначення-тавро для багатьох громадян, позбавлених права проживання в певних місцевостях СРСР. Під ці репресивні обмеження потрапляли не лише ті, хто визнавався радянськими властями «соціально небезпечним», а й члени їхніх родин, оскільки в більшості випадків разом з адміністративно висланими примусово виїжджали зі своїх домівок на нові місця помешкання дружини та діти.
Термін «мінусник» ще міцніше укорінився 1933 — від часу запровадження паспортної системи в СРСР (див. Паспортизація населення). Так стали називати людей, яким не видавали паспорти через підозру в нелояльності. Їм дозволялося проживати в населених пунктах не ближче N-го кілометра від великих міст, зокрема 101-го від Москви та Ленінграда або 51-го кілометра від Києва та Харкова, тобто їх змушували перебувати у відповідному географічному «мінусі». Перелік таких осіб наводився в спеціальному таємному розділі інструкції про порядок паспортизації та в інших відомчих нормативних актах. За радянських часів до числа «мінусників» потрапили тисячі політичних противників режиму.